# Una storia senza nome
Una storia senza nome è un film del 2018 diretto da Roberto Andò.
La pellicola è ispirata a un fatto di cronaca realmente avvenuto, quando nel 1969 a Palermo fu rubato in circostanze misteriose il celebre quadro di Caravaggio Natività con i santi Lorenzo e Francesco d'Assisi. Tra gli interpreti principali figurano Micaela Ramazzotti, Renato Carpentieri, Laura Morante e Alessandro Gassmann.

## Trama
Valeria lavora come segretaria per una casa di produzione cinematografica e parallelamente scrive come ghost writer per lo sceneggiatore Alessandro Pes, da tempo in crisi creativa. Quest'ultimo le chiede un soggetto di particolare valore, poiché la casa di produzione lo ha messo alle strette in seguito al subentro del produttore Diego Spadafora.
Lo stesso giorno Valeria viene avvicinata da Alberto Rak, investigatore in pensione, il quale le suggerisce la trama per un film senza nome. L'uomo le narra dell'omicidio di un critico d'arte, chiamato a valutare la Natività, celebre dipinto di Caravaggio rubato a Palermo nel 1969 per mano della mafia e considerato scomparso; dopo esser stato portato nel luogo segreto dove il dipinto è conservato, l'uomo era stato ucciso perché non ne rivelasse l'ubicazione. Rak non le rivela tuttavia il finale della storia.
Valeria trasforma la trama in un soggetto e lo consegna a Pes; il soggetto piace alla casa di produzione, che decide di trarne un film.
La storia narrata da Rak in realtà è vera, ed è senza finale poiché in realtà è solo l'inizio dell'indagine dell'uomo: il film, infatti, attira le attenzioni della mafia, che si sente minacciata dal fatto che ci sia qualcuno a conoscenza dei fatti.  Pes viene pertanto sequestrato e portato nella villa dov'era stato condotto il critico ucciso per chiedergli come abbia ottenuto le informazioni su quell'omicidio. Al silenzio dello sceneggiatore, i mafiosi lo picchiano riducendolo in coma. Valeria comprende che il vero bersaglio di Rak era Spadafora, affiliato alla mafia; tuttavia le cose non erano andate come previsto e a farne le spese era stato Pes. La ragazza decide comunque di andare avanti e continua a mandare pezzi della sceneggiatura via e-mail firmandosi Mister X. Il film entra quindi in produzione; la mafia cerca di capire chi sia Mister X e manda Muzio, un hacker, per seguirne le tracce. Muzio riesce ad arrivare ad Amalia, la madre di Valeria, dal computer della quale partivano le e-mail; la ragazza riesce tuttavia a sedurlo e a consegnarlo a Rak, che lo fa sparire.
Con la mafia che gli sta sempre più addosso, Spadafora promuove Valeria a segretaria di produzione in modo che spii Kunze, regista del film, da lui creduto Mister X. La ragazza ha così modo di sviare i sospetti da lei. Intanto Riccardo, l'interprete del regista Kunze, ingaggiato dal produttore del film Spadafora, con la scusa di volersi fare offrire da bere da Valeria, la seduce con il fine di scoprire se sia proprio lei Mister X e le sottrae la pen-drive mentre si era addormentata, dopo aver trascorso la notte assieme. Infatti l'uomo lavora per la mafia, o per meglio dire, come asserisce lui stesso a Rak, lavora per chi capita. Ma quando scopre che Mister X è realmente Valeria non la consegna perché se ne è innamorato. Intanto, approfittando della scena del furto, la mafia sostituisce la copia realizzata per il film con l'originale, e organizza una compravendita con lo Stato in cambio dell'attenuamento delle pene previste dall'articolo 41 bis. Rak rivela dunque a Valeria di aver saputo fin dall'inizio della compravendita, e che l'intero piano era stato da lui preparato per sventarla. L'uomo chiede dunque alla ragazza di aiutalo nel portare a termine la delicata operazione a Palazzo Chigi.
Grazie all'aiuto di Amalia, a sua volta ghost writer del Ministro per i Beni Culturali, la compravendita salta e i responsabili vengono arrestati o uccisi dalla mafia; tuttavia Valeria viene scoperta e braccata da Agate, un boss latitante ricercato da Rak: quella che l'investigatore credeva essere la sua amante era infatti lo stesso Agate, che ha cambiato sesso. Rak riesce a salvare Valeria mandandola assieme ad Amalia in un suo rifugio sicuro. Qui le donne apprendono della morte dell'investigatore in un apparente incidente d'auto; Valeria è però convinta che l'uomo si sia sacrificato per far scappare le due donne. Amalia rivela inoltre a sua figlia che Rak, col quale aveva avuto una relazione quando entrambi lavoravano ai servizi segreti, era suo padre; la donna gli aveva impedito di vedere sua figlia perché non la trascinasse nelle sue avventure. Valeria è sulle prime furiosa, ma poi le due donne si riappacificano.
Sei mesi dopo Pes, uscito dal coma, confessa a un commissario di polizia di non aver mai scritto alcun soggetto, e dà tutti i meriti a Valeria; tuttavia si scopre che questa è la scena finale del film tratto dall'avventura vissuta da Valeria, proiettata alla prima cinematografica alla quale prendono parte i veri Valeria e Pes assieme agli attori che li interpretano. 
Durante la standing ovation di fine proiezione, un redivivo Rak avvicina Valeria e le rivela di non essere morto, ma di essersi messo sotto copertura per sfuggire alla mafia; dopo averla salutata, l'investigatore sparisce di nuovo.

## Distribuzione
Il film è stato presentato fuori concorso alla 75ª Mostra internazionale d'arte cinematografica di Venezia. È stato distribuito nelle sale cinematografiche italiane dal 20 settembre 2018.

## Riconoscimenti
- 2019 - Premio Flaiano[3]
  - Miglior regia a Roberto Andò
  - Migliore interpretazione femminile a Micaela Ramazzotti